# Nam Tiếu
Nam Tiếu (chữ Hán giản thể: 南谯区, Hán Việt: Nam Tiếu khu) là một quận thuộc địa cấp thị Trừ Châu, tỉnh An Huy, Cộng hòa Nhân dân Trung Hoa. Quận này có diện tích 1273 km2, dân số 270.000 người, mã số bưu chính 239000. Về mặt hành chính, quận Nam Tiếu được chia thành 2 nhai đạo biện sự xứ, 8 trấn.
- Nhai đạo biện sự xứ: Nam Tiếu, Đại Vương.
- Trấn: Ô Y, Sa Hà, Chương Xưởng, Hoàng Nê Cương, Đại Liễu, Yêu Phô, Chu Long, Thi Tập.